# Nucleus nervi facialis
Der Nucleus [motorius] nervi facialis ist ein paariges Kerngebiet (Nucleus) für den motorischen Anteil des Nervus facialis. Die motorischen Anteile des Nervus facialis innervieren („versorgen“) die gesamte mimische Muskulatur, den Musculus stylohyoideus, den hinteren Anteil (Venter posterior) des Musculus digastricus und den Musculus stapedius.
Der speziell-viszeromotorische Nucleus nervi facialis liegt im hinteren Teil der Brückenhaube (Tegmentum pontis), lateral und ventral des Nucleus nervi abducentis.  Er lässt sich in eine Pars lateralis, medialis und intermedia unterteilen, die sich jeweils bestimmten Anteilen der mimischen Muskulatur zuordnen lassen, nach einer anderen Einteilung werden eine obere und untere Zellgruppe unterschieden. In der Tieranatomie werden eine Pars lateralis, medialis, intermedia, ventrolateralis und ventromedialis unterschieden. Die von Nucleus nervi facialis ausgehenden Nervenfasern bilden zunächst das „innere Fazialisknie“ (Genu nervi facialis), welches den Abducens-Kern dorsal umgibt.
Das Kerngebiet erhält steuernde Afferenzen von den oberen Zentren der Motorik (Motorcortex, insbesondere die primär-motorische Rinde), von den motorischen Zentren des Hirnstamms und des Rückenmarks. Die willkürliche Steuerung der Mimik wird vom Motorcortex über den Tractus corticonuclearis vermittelt, welcher über Capsula interna und Großhirnschenkel in das Hinterhirn gelangt. Die unbewussten (emotionalen) mimischen Abläufe werden über indirekte Projektionen aus dem limbischen System gesteuert. Die seitlichen Anteile der Formatio reticularis im Hirnstamm wirken dabei modulierend.
Die Anteile des Fazialiskerns für die Stirnmuskeln sind mit beiden Gesichtshälften verbunden, während die übrigen Gesichtsmuskeln nur vom gegenseitigen (kontralateralen) Kern innerviert werden. Bei einer zentralen Fazialislähmung, also einer Schädigung im Bereich des Kerns oder zentraler gelegener Neurone (z. B. in der Capsula interna), kommt es daher nur zu einem Ausfall der Mimik der unteren Gesichtshälfte. Beim Millard-Gubler-Syndrom kommt es infolge einer Durchblutungsstörung im Hirnstamm unter anderem auch zu einer Schädigung des Fazialiskerns.